# Torbda sauteri
Torbda sauteri là một loài tò vò trong họ Ichneumonidae.